# Lap-steel

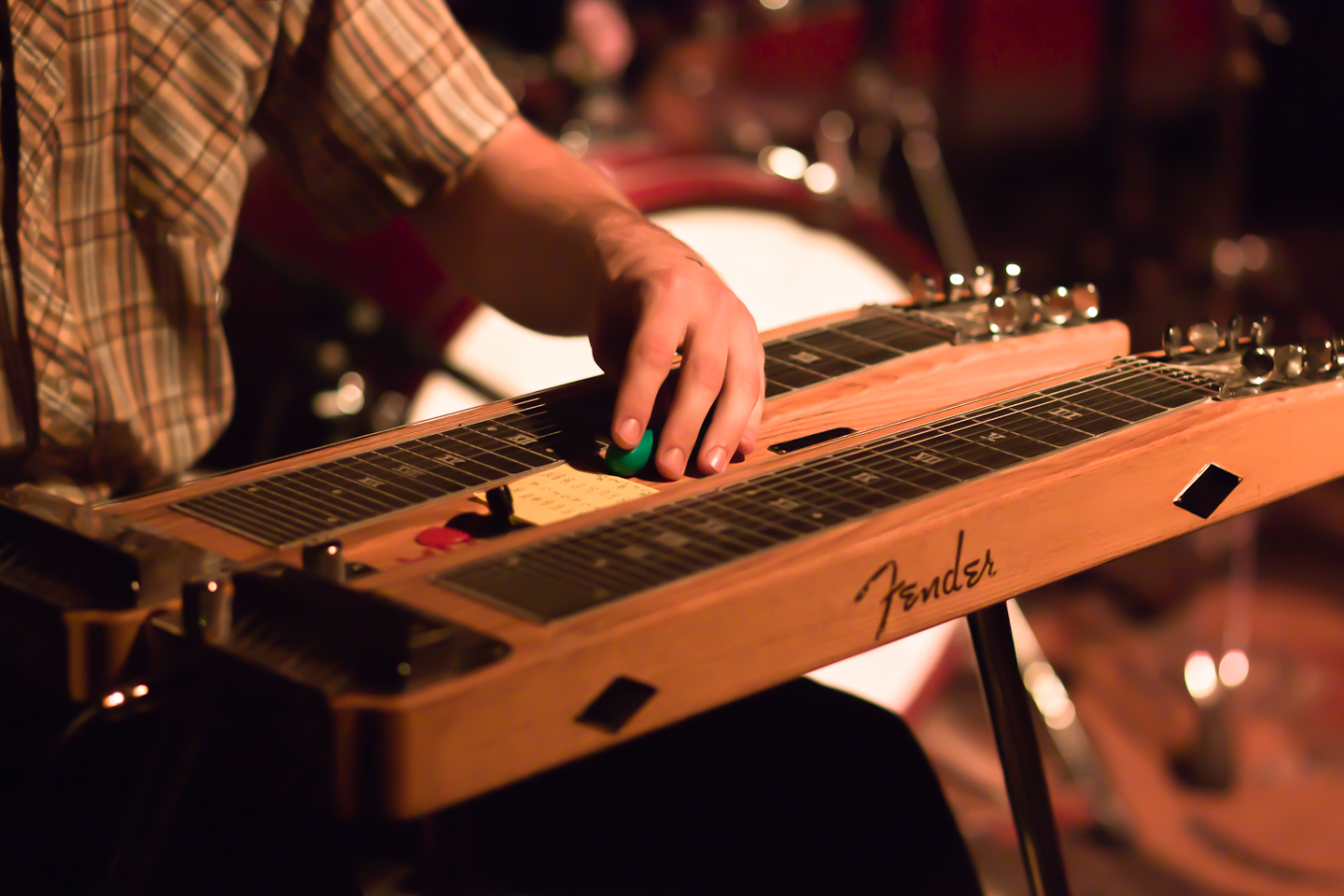
Guitare Fender dual Lap-steel.

Le lapsteel est un instrument à corde qui a été conçu et créé en Afrique du Sud par des esclaves qui ont ensuite été déportés en Amérique. Le lapsteel était un moyen de distraction et de divertissement pour les esclaves. Ils en jouaient au fur et à mesure de la journée de travail et le type de musique changeait selon les heures de travail et de repos. Le lapsteel est un instrument à cordes, ce qui veut dire qu’elle est de la même famille que les guitares, les violons et les pianos. Ces trois instruments sont joués de façons différentes, le lapsteel et la guitare sont des instruments à cordes pincées, le violon un instrument à cordes frottées, et le piano est un instrument à cordes frappées. Le lapsteel est un instrument à corde qui se joue avec un outil appelé slide. Il y a une version acoustique et une version électrique, il était fait généralement en bois acajou.
Dans la même famille que le lapsteel, on trouve également : 
- Le diddley bow, qui est un instrument américain a une corde, celle-ci a influencé le développement de la musique blues. L’instrument est composé d’un fil de fer tendu entre deux clous sur une planche avec une bouteille en verre sur la planche qui sert de chevalet et de moyen d’amplification pour l’instrument, l’instrument est joué avec un slide ;
- La pedal steel guitar, qui est un instrument à cordes dérivé de la steel guitar et comprenant un mécanisme permettant de modifier la tonalité de base des cordes par l'action de pédales.